# Vilhelm Bruun de Neergaard
 Ikke at forveksle med Vilhelm Bruun de Neergaard (1934-2001).
Vilhelm Peter Christian Bruun de Neergaard (11. juni 1846 på Svenstrup – 16. august 1912 i København) var en dansk godsejer.
Neergaard var søn af Joachim Bruun de Neergaard til fideikommisgodset Svenstrup. Han blev 1864 student fra Roskilde Katedralskole, 1870 cand.polit., og 1874 blev han forpagter af Stubberupgård under Svenstrup og samme år kammerjunker. Faderen havde ingen andre sønner, og Vilhelm Bruun de Neergaard havde ingen sønner overhovedet. Derfor blev det Neergaards svoger, baron Joachim Wedell-Wedellsborg, som overtog Svenstrup 1893, og som samtidig ændrede navn til Wedell-Neergaard.
Vilhelm Bruun de Neergaard ejede selv godset Stensbygård (Vrangsgård) fra 1897 til 1906. Han var også medbesidder af Det Zeuthen-Neergaardske Fideikommis og af Det Bruun-Neergaardske Fideikommis. 1886 blev han hofjægermester, 1889 kammerherre, 26. maj 1892 Ridder af Dannebrog og 3. juni 1903 Dannebrogsmand. Fra 1875 var han formand for Borup Sogneråd, fra 1878 medlem af Borup-Kimmerslev Sogneråd, 1881 formand for samme, fra 1881 medlem af Roskilde Amtsråd og fra 1892 meddirektør i Sparekassen for Ringsted og Omegn.

## Familie
21. maj 1875 ægtede han Sofie Louise Bardenfleth (24. oktober 1855 – 4. november 1947), datter af minister Carl Emil Bardenfleth. Børn:
1. Sophie Christiane Bruun de Neergaard (19. februar 1876 på Stubberupgård – 16. juni 1938 i København), gift med baron, amtmand Joachim Godske Wedell-Wedellsborg
2. Julie Octavia Louise Bruun de Neergaard (7. juli 1879 på Stubberupgård – 30. oktober 1918 på Skjoldenæsholm), gift med Henri Bruun de Neergaard (20. august 1876 i Hellestrup – 25. december 1935)